# إيفند إلينجسن
إيفند إلينجسن هو لاعب كرة يد نرويجي. مثل منتخب النرويج لكرة اليد. بدأ تمثيل المنتخب في سنة 2000 ولعب معه 70 مباراة بين 2000 و 2007. شارك معه في بطولة العالم لكرة اليد للرجال 2001.